# Niels Juel
Niels Juel (citato nella storiografia italiana anche come Niccolò Juel; Cristiania, 8 maggio 1629 – Copenaghen, 8 aprile 1697) è stato un ammiraglio danese.
Giovane ammiraglio al servizio di Maarten Tromp nei Paesi Bassi, tornò presto in Danimarca e nel 1659 prese parte alla battaglia di Copenaghen. Nel 1676 vinse, con l'aiuto di Cornelis Tromp, la Svezia e divenne luogotenente generale, per poi divenire governatore a vita di Tåsinge.